# José Aguilar Álvarez
José Aguilar Álvarez (* 20. Juli 1902 in Mexiko-Stadt; † 1959) war ein mexikanischer Mediziner und kurzzeitig Rektor der Universidad Nacional Autónoma de México (UNAM).

## Biografie
Aguilar Álvarez besuchte das Colegio Francés und erlangte die Hochschulreife an der Escuela Nacional Preparatoria. Im März 1923 erhielt er sein Berufsexamen und war ab 1925 an der Escuela Nacional de Medicina Dozent für Topografische Anatomie. Von Juli 1938 bis Juli 1942 war er Direktor der Escuela Nacional de Medicina, der medizinischen Fakultät der UNAM. Vom 3. bis 7. August 1944 regierte er als Rektor kurzzeitig die UNAM und lehrte dort bis zu seinem Tode.